# Glycosmis oligantha
Glycosmis oligantha är en vinruteväxtart som beskrevs av Cheng Chiu Huang. Glycosmis oligantha ingår i släktet Glycosmis och familjen vinruteväxter. Inga underarter finns listade i Catalogue of Life.